# Vuurtoren van Southwold
De vuurtoren van Southwold (Southwold Lighthouse) bevindt zich in de badplaats Southwold, gelegen in Suffolk, Engeland. De vuurtoren geeft de ingang van de haven van Southwold aan en fungeert als oriëntatiepunt voor de scheepvaart langs de Engelse oostkust.

## Kenmerken en uitrusting

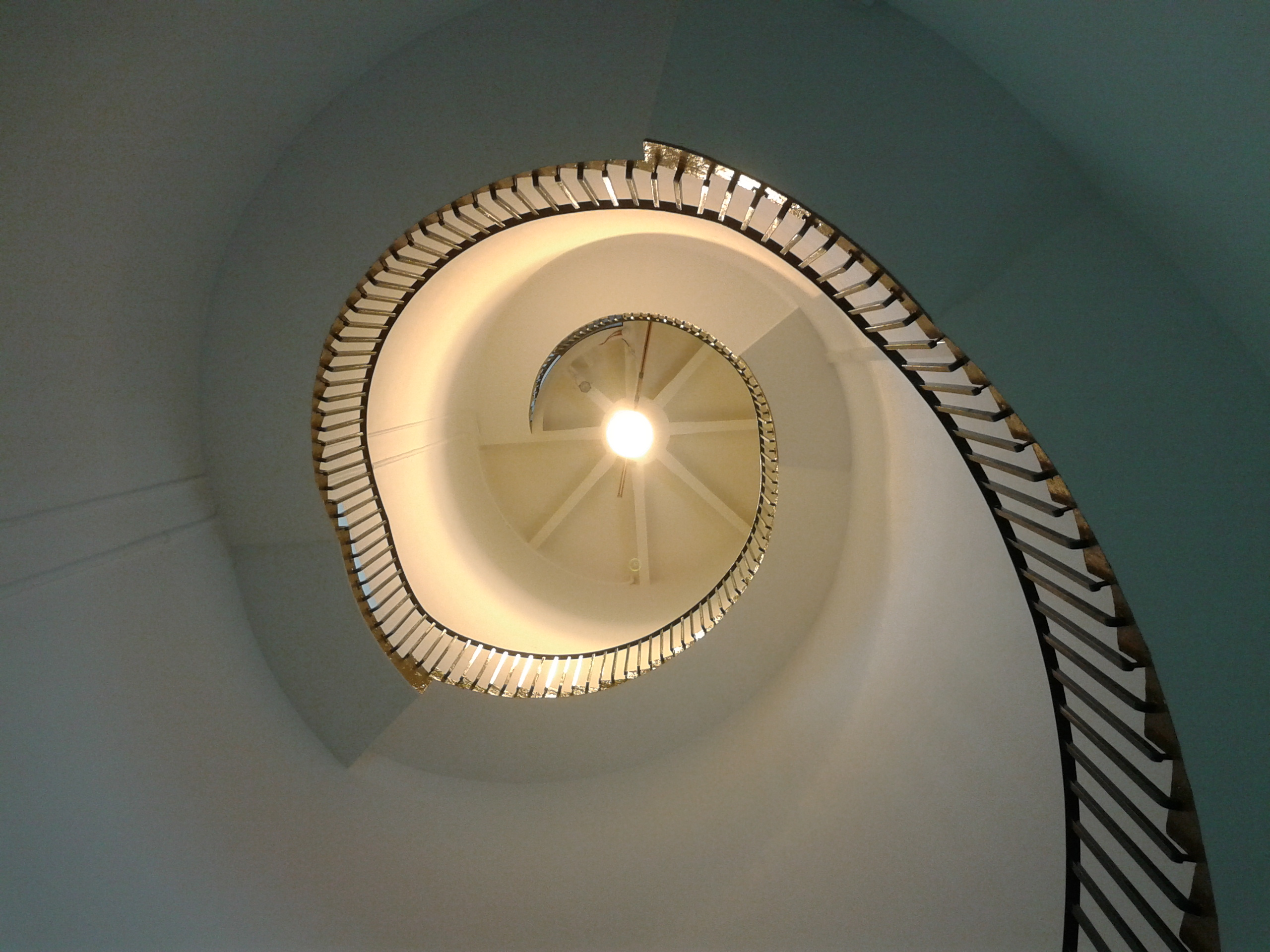
Trappenhal.

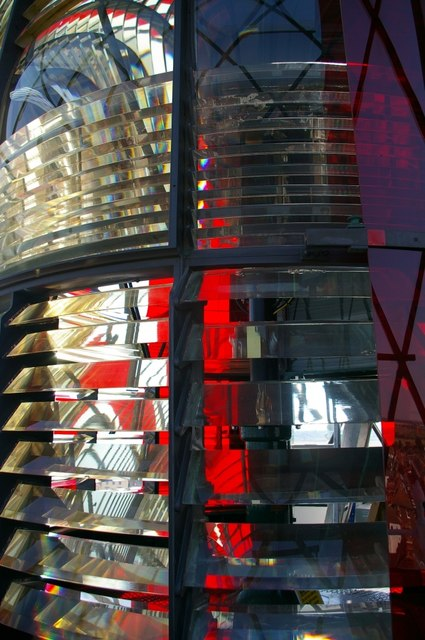
Lens met rode schermen voor de sectorlichten, in gebruik tot de aanpassing in 2010.

De witte stenen toren heeft een hoogte van 31 meter en wordt omgeven door woningen. Het licht bevindt zich 37 meter boven het gemiddelde zeeniveau. Twee opeenvolgende trappengalerijen met een totaal van 113 traptreden verschaffen toegang tot het lichthuis, waar een ronddraaiende ledlamp om de 10 seconden een witte flits genereert. Het licht heeft een intensiteit van 17 100 candela en is zichtbaar tot op 24 zeemijl. De installatie wordt vanop afstand beheerd door de vestiging van Trinity House in Harwich, Essex.

## Geschiedenis
Omdat drie vuurtorens in de omgeving door kusterosie werden bedreigd gaf Trinity House aan hoofdingenieur Sir James Douglass de opdracht om een nieuwe vuurtoren te bouwen in Southwold. Tegelijk met de start van de bouwwerken in 1887 werd er ook een houten constructie opgericht. Het licht in deze voorlopige toren trad in werking op 19 februari 1889.
Voor de bouw van de nieuwe toren werden 1 500 000 stenen gebruikt die eerst via een spoorweg werden aangevoerd en nadien met door paarden getrokken wagens tot aan de bouwplaats werden gebracht. In het lichthuis werd een 8 ton zwaar optisch systeem geïnstalleerd. Dit in 1886 gebouwde lenzenstelsel kwam uit het Happisborough Low Light.
Op 3 september 1890 was de toren afgewerkt en werd de Argandse lamp in het lichthuis voor de eerste maal aangestoken. Een brand die werd veroorzaakt door gebrekkige kennis van de vuurtorenwachters vernielde de lamp zes dagen later. De Argandse lamp werd in 1906 vervangen door een Matthews oliebrander. In 1923 kwam er een petroleumlamp van het type Hood voor in de plaats.
Omdat er in de toren zelf geen woongelegenheid was verbleven de vuurtorenwachters in twee woningen die aan de achterzijde opgetrokken waren. Onder het lichthuis was een dienstruimte waar de wachters 's nachts voor de goede werking van de toren zorgden. Ze waren onder meer verantwoordelijk voor het afregelen van de pit in de oliebrander en het oppompen van de brandstof. Onder de voet van de toren bevonden zich drie loden tanks waarin deze olie werd bewaard. Na de installatie van een elektrische lichtbron in 1938 werd de toren niet langer meer bemand.
In 2001 werden drie halogeenlampen met een vermogen van 90 watt geïnstalleerd. Deze lampen werkten op een spanning van 12 volt en werden gevoed door batterijen die werden geladen door het lichtnet. Het witte hoofdlicht was zichtbaar tot op 17 zeemijl. Een gedeelte van het licht werd onder bepaalde hoeken gefilterd door twee rode schermen. Deze sectorlichten gaven ondiepten aan en waren zichtbaar tot op 15 zeemijl.
Om de geplande buitengebruikstelling van de vuurtoren van Orfordness op 27 juni 2013 te compenseren werd in december 2010 de lichtsterkte van het hoofdlicht opgedreven en werden de twee rode sectorschermen verwijderd. Daarmee nam de zichtbaarheid toe tot 24 zeemijl.

## Mogelijke buitendienstelling
In 2005 kondigde Trinity House aan dat de commerciële scheepvaart het niet meer noodzakelijk vond om de vuurtorens van Southwold en het nabijgelegen Lowestoft nog verder in dienst te houden. Door het toenemende gebruik van satellietnavigatiesystemen zouden de vuurtorens overbodig zijn geworden. De burgemeester en de bewoners van Southwold tekenden protest aan tegen deze plannen en verzochten Trinity House om de toren verder in bedrijf te houden, dit vooral omwille van nostalgische redenen en om het toerisme te bevorderen.
In 2009 maakte Trinity House bekend dat gps-systemen en navigatiemiddelen op basis van radio nog onvoldoende bedrijfszekerheid boden om de vuurtorens van Southwold en Lowestoft te vervangen en dat ze nog voor een aanzienlijke periode actief zouden blijven.

## Gebouw van historisch belang
De toren en bijhorende gebouwen zijn ingeschreven op de lijst van monumenten met een bijzondere architecturale of historische waarde, de zogenaamde Statutory List of Buildings of Special Architectural or Historic Interest. Het bouwwerk werd op 22 november 1971 geregistreerd als grade II listed building, wat betekent dat het een belangrijk gebouw van speciaal belang is waarvoor de nodige inspanningen moeten gedaan worden om het in zijn huidige toestand te bewaren.

## In de media
De vuurtoren werd geregeld gebruikt voor abseilactiviteiten: met touwen en bijhorend materiaal werd er op een gecontroleerde manier afgedaald. Deze afdalingen gebeurden onder meer in 2009 en 2011. Ze werden georganiseerd om geld in te zamelen voor een liefdadigheidsinstelling. De Britse acteur Bernard Hill was een van de abseilers.